# Euphorbia curvirama
Euphorbia curvirama är en törelväxtart som beskrevs av Robert Allen Dyer. Euphorbia curvirama ingår i släktet törlar, och familjen törelväxter. Inga underarter finns listade i Catalogue of Life.

## Bildgalleri

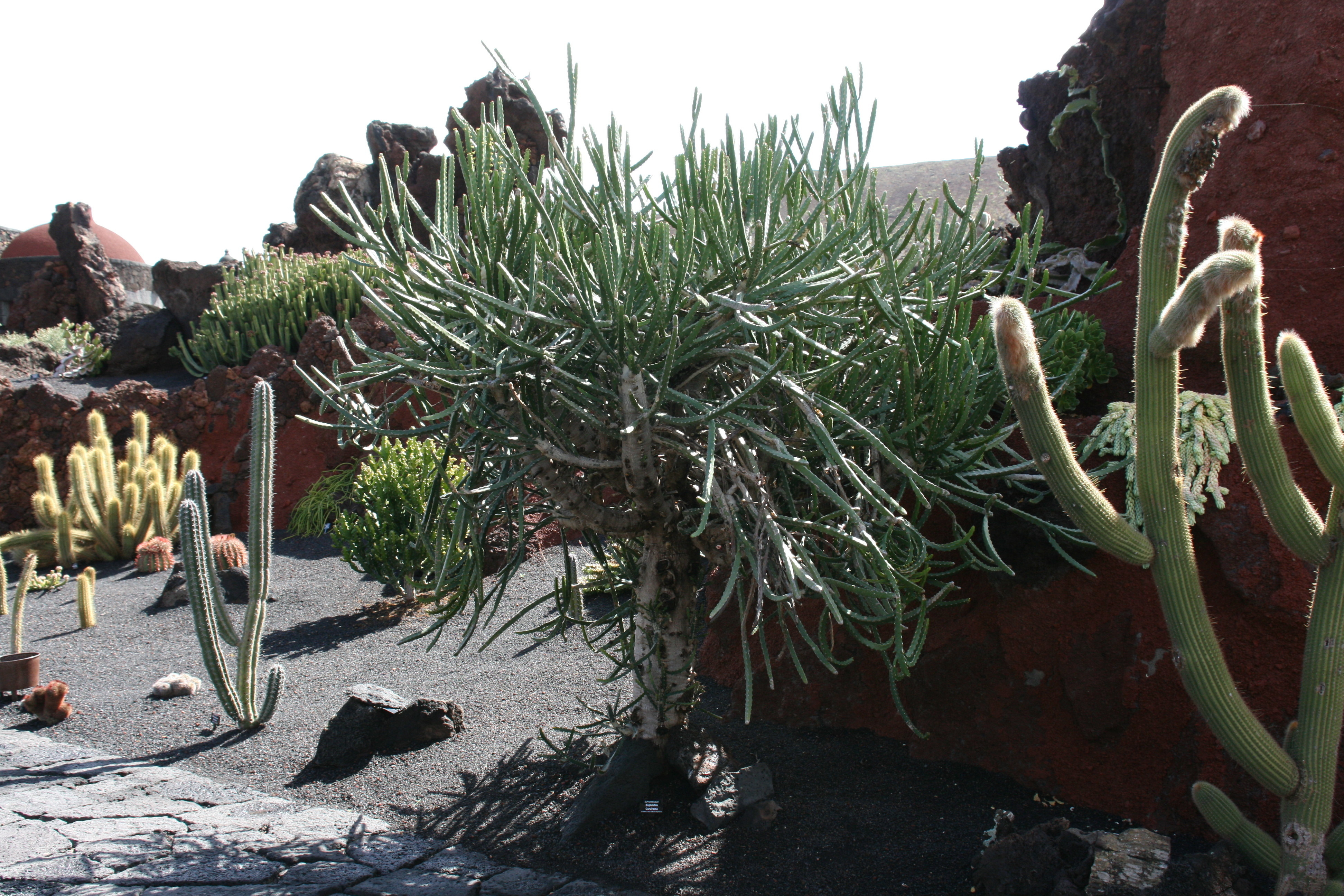